# أولاد اربيعة (مڭرس)
أولاد اربيعة هي إحدى مشيخات المملكة المغربية، تتبع جغرافيا لإقليم الجديدة وإداريًا لمڭرس. يقدر عدد سكانها بـ 17316 نسمة حسب الإحصاء الرسمي للسكان والسكنى لسنة 2004.